# El Terrero (Colima)
El Terrero es un ejido en el municipio de Minatitlán, Colima, México. El Terreno está localizado en Cerro Grande que forma parte de la zona de la Reserva de la Biosfera de Manantlán a 90 minutos de la ciudad de Colima, y a unos 2200 metros de altura. Para visitarlo hay que viajar 45 minutos por la carretera Colima-Minatitlán, y luego recorrer unos 16 km de camino pavimentado y empedrado, completado a mediados de 2014.
La comunidad cuenta con cabañas ( El Ocotillo) para el turismo, un restaurante campestre, dos áreas recreacionales (Los Tocones y Los Cipresitos), centro de salud y una cancha deportiva.